# Befestigung Neheim
Die Befestigung Neheim war die einer Stadtbefestigung ähnliche Befestigungsanlage zum Schutz vor Angreifern in Neheim, einem Ortsteil von Arnsberg im Hochsauerlandkreis (Nordrhein-Westfalen).

## Geschichte und Architektur
Neheim erhielt seine Befestigung in der ersten Hälfte des 13. Jahrhunderts. Erstmals urkundlich erwähnt wurde 1369 ein mächtiger Turm. Integriert waren die Burghäuser Freseken und Schüngel sowie Gransau, die später in Privatbesitz übergingen. Neheim hatte durch die 1263 erfolgte Befestigung stadtähnlichen Charakter erhalten, allerdings war der Ort nicht im Besitz voller städtischer Freiheiten. Um die Bürger der Grenzfeste für bisher geleistete Dienste zu belohnen, verlieh Graf Gottried IV. durch eine Urkunde vom 25. Juli 1358 Lippesches Recht. Das Gemeinwesen  wurde so zum Teil von der Grafengewalt gelöst und bekam wichtige Privilegien.